# Chicken Express
A Chicken Express é uma cadeia regional de restaurantes de fast food concentrada no sul dos Estados Unidos.

## História
A Chicken Express foi fundada em 1988 pelo Stuart Group Inc., de Richard e Nancy Stuart. O primeiro restaurante foi inaugurado em março de 1988 em Benbrook, Texas.

## Hoje em dia
O restaurante serve frango frito, peixe-gato, frango empanado e acompanhamentos. A cadeia também é conhecida por seu chá gelado, que é vendido por galão. A Chicken Express tem sede em Burleson, Texas, e possui mais de 200 estabelecimentos no Texas, Arkansas, Luisiana e Oklahoma.